# Anupam Kher
Anupam Kher (Shimla, 7 maart 1955) is een Indiaas acteur, filmproducent en filmregisseur.

## Biografie
Kher werd geboren en groeide op in Shimla in een Kasjmiri Pandits gezin. Hij studeerde theaterwetenschap aan de National School of Drama in New Delhi en aan de Himachal Pradesh University in Shimla. Tijdens zijn studie begon hij met acteren in het schooltheater.
Kher begon in 1982 met acteren in de film Apmaan, waarna hij in meer dan 400 (Bollywood) films en 100 theaterstukken speelde
Kher is getrouwd met Kiron Kher met wie hij een stiefzoon heeft.

## Filmografie

### Films
Selectie:
- 2018: Hotel Mumbai - Oberoi
- 2017: The Big Sick - Azmat
- 2013: Mahabharat - Shakuni (stem, animatiefilm)
- 2012: Silver Linings Playbook – dr. Cliff Patel
- 2011: The Lion of Judah – Monty (stem)
- 2007: Se, jie – Khalid Saiduddin
- 2004: Bride & Prejudice – Chaman Bakshi
- 2002: Bend It Like Beckham – mr. Bhamra
- 2000: Mohabbatein – Kake
- 1998: Kuch Kuch Hota Hai - schoolhoofd Malhotra
- 1995: Dilwale Dulhania Le Jayenge - Dharamvir Malhotra
- 1994: Hum Aapke Hain Koun..! - Prof. Siddharth Chaudhary
- 1993: Darr – Vijay Awasti
- 1992: Beta - Totaram Chautala
- 1991: Lamhe - Prem Anand
- 1990: Dil - Hazari Prasad
- 1989: ChaalBaaz - Tribhuvan/Chachaji
- 1989: Ram Lakhan - Deodhar Shastri
- 1988: Tezaab - Shyamlal
- 1984: Saaransh - B.V. Pradhan

### Televisieseries
Uitgezonderd eenmalige gastrollen.
- 2018-2020: New Amsterdam – als dr. Vijay Kapoor - 40 afl.
- 2018 Mrs Wilson - als Shahbaz Karim - 3 afl.
- 2017 The Indian Detective - als Stanley D'Mello - 4 afl.
- 2015-2017: Sense8 – als Sanyam Dandekar – 11 afl.
- 2013: 24 – als Wasim Khan – 2 afl.

### Filmproducent
- 2022: The Kashmir Files - film
- 2021: The Last Show - film
- 2021: The City and A Girl - korte film
- 2017: Ranchi Diaries - film
- 2016: Khwaabon Ki Zamin Par - Zindagi - televisieserie
- 2012: I Went Shopping for Robert De Niro - korte film
- 2009: Teree Sang: A Kidult Love Story – film
- 2005: Maine Gandhi Ko Nahin Mara – film
- 2000: Bariwali – film

### Filmregisseur
- 2012: I Went Shopping for Robert De Niro – korte film
- 2002: Om Jai Jagadish – film

## Prijzen

### Awards of the International Indian Film Academy
- 2014 in de categorie Beste Acteur in een Bijrol met de film Special Chabbis - genomineerd.
- 2001 in de categorie Beste Acteur in een Bijrol met de film Kya Kehna - genomineerd.
- 2001 in de categorie Beste Optreden in een Komische Rol met de film Mohabbatein - genomineerd.

### Central Ohio Film Critics Association
- 2013 in de categorie Beste Cast met de film Silver Linings Playbook - genomineerd.

### Fimfare Awards
- 2014 in de categorie Beste Acteur in een Bijrol met de film Special Chabbis - genomineerd.
- 2001 in de categorie Beste Komiek met de film Dulhan Hum Le Jayenge - genomineerd.
- 1996 in de categorie Beste Komiek met de film Dilwale Dulhania Le Jayenge - gewonnen.
- 1994 in de categorie Beste Komiek met de film Darr - gewonnen.
- 1993 in de categorie Beste Komiek met de film Khel - gewonnen.
- 1992 in de categorie Beste Komiek met de film Lamhe - gewonnen.
- 1992 in de categorie Beste komiek met de film Dil Hai Ki Manta Nahin - genomineerd.
- 1991 in de categorie Beste Acteur met de film Daddy - gewonnen.
- 1990 in de categorie Beste Komiek met de film Ram Lakhan - gewonnen.
- 1989 in de categorie Beste Acteur in een Bijrol met de film Vijay - gewonnen.
- 1985 in de categorie Beste Acteur met de film Saaransh - gewonnen.

### Gotham Awards
- 2012 in de categorie Beste Cast' met de film Silver Linings Playbook - genomineerd.

### Phoenix Film Critics Society Awards
- 2012 in de categorie Beste Cast' met de film Silver Linings Playbook - genomineerd.

### Screen Actors Guild Awards
- 2012 in de categorie Beste Cast' met de film Silver Linings Playbook - genomineerd.

### Screen Weekly Awards
- 2014 in de categorie Beste Acteur in een Bijrol met de film Special Chabbis - genomineerd.
- 2009 in de categorie Beste Acteur in een Bijrol met de film A Wednesday - genomineerd.
- 2000 in de categorie Beste Acteur in een Komische Rol met de film Haseena Maan Jaayegi - gewonnen.
- 1995 in de categorie Beste Acteur in een Bijrol met de film 1942: A Love Story - gewonnen.

- Biblioteca Nacional de España: XX5404989
- Bibliothèque nationale de France: cb162558730 (data)
- Gemeinsame Normdatei: 139585729
- International Standard Name Identifier: 0000 0001 1461 4722
- Library of Congress Control Number: no98070913
- Nationale bibliotheek van Australië: 40524560
- Nationale Bibliotheek van Israël: 987007352388905171
- Système universitaire de documentation: 18414714X
- Trove: 1447688
- Virtual International Authority File: 58697879
- WorldCat: E39PBJpjgKKvdhqfd7D3mqbTpP